# 馬利尼夫卡 (切爾尼亞希夫市鎮)
50°32′15″N 28°45′4″E / 50.53750°N 28.75111°E
马利尼夫卡（烏克蘭語：Малинівка），是烏克蘭北部日托米爾州日托米爾區切尔尼亚希夫市镇的村落。始建於1656年，面積0.42平方公里，海拔高度204米，2001年人口87，人口密度每平方公里205.67人。